# 小松市戰鬥
小松市戰鬥發生於1934年9月28日－30日，地點則是在中國江西石城。是第一次国共内战主要戰鬥之一。該戰鬥交戰一方為中華民國國民革命軍，另一方則為中國共產黨所領導之中國工農紅軍。